# Fédération politique réformatrice
La Fédération politique réformatrice (en néerlandais : Reformatorische Politieke Federatie, RPF) est un petit parti politique néo-calviniste traditionaliste ayant existé de 1975 à 2000.

## Histoire
La RPF est fondée en 1975 par la fusion de trois groupements chrétiens traditionalistes :
- une scission du Parti antirévolutionnaire (ARP) ;
- l'Union nationale évangéliste, un petit parti formée par d'anciens membres de l'ARP ;
- des comités électoraux indépendants.

Les fondateurs s'opposent alors à la fusion des protestants de l'ARP et de l'Union chrétienne historique avec le Parti populaire catholique, pour former l'Appel chrétien-démocrate (CDA) ; les catholiques et les protestants ayant vécu une forme de guerre froide durant la période de la pilarisation.
La RPF se fixe alors comme but de rassembler également les autres partis protestants, la Ligue politique réformée (GPV) et le Parti politique réformé (SGP).
Toutefois lors des élections législatives de 1977 la RPF ne remporte aucun siège, mais en remporte deux lors de celles de 1981. Entre 1981 et 2002 elle remporte à chaque élection de un à trois sièges. Elle gagne aussi des sièges au Sénat, mais demeure au sein de l'opposition tout au long de son existence.

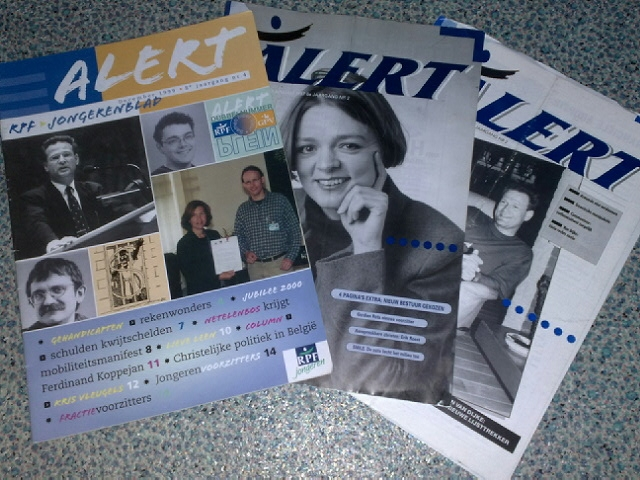
Couvertures de Alert, le magazine de l'organisation de jeunesse du RPF.

En 1996 le leader de la RPF, Leen van Dijke, se retrouve sous le feu des critiques lorsque le magazine Nieuwe Revu lui attribue des propos tenus lors d'une interview : « Pourquoi le fait que certains volent, par exemple en commettant des fraudes aux aides sociales, serait moins un péché que de ne pas respecter le septième commandement ? Oui, pourquoi quelqu'un entretenant une relation homosexuelle serait mieux qu'un voleur ? ». Il est condamné en 2000 à payer une amende de 300 Florins et à s'excuser publiquement, avant d'être blanchi l'année suivante, la Haute cour considérant que les propos de van Dijke avaient été tenus sur la base de ses convictions religieuses. Cette affaire a été considérée par la RPF comme un test pour la liberté de religion des chrétiens.
À partir de 1998 la RPF et la GPV opèrent un rapprochement au Parlement, après avoir à plusieurs reprises présenté des candidatures communes lors des élections européennes. Ce rapprochement est facilité par l'ouverture du GPV à des membres d'autres dénominations protestantes que les Églises réformées aux Pays-Bas (libérées) (en). En 2000, les deux formations se fondent au sein de l'Union chrétienne (CU).

## Idéologie
Pour la RPF la société devrait être organisée selon les normes et les valeurs de la Bible. Les différents politiques avec la  GPV et le SGP, les deux autres partis protestants conservateurs, sont marginaux et sont essentiellement d'ordre théologique.
La RPF défend la monarchie néerlandaise un gouvernement fort dans les domaines économiques et environnementaux. Elle s'oppose à l'avortement, à l'euthanasie et au mariage homosexuel.
Au niveau international la Fédération est comparable à la droite chrétienne américaine et aux petits partis protestants de Scandinavie, comme le Parti populaire chrétien norvégien ou les Chrétiens-démocrates suédois et danois. La RPF n'a jamais pris part à une coalition gouvernementale, et préféré adopté la posture de « parti de témoignage » (beginselpartij).

## Dirigeants
- Meindert Leerling : 1980-1994
- Leen van Dijke : 1994-2001

## Résultats électoraux

### Élections législatives
| Année | Voix    | %   | Sièges  | Rang | Gouvernement |
| ----- | ------- | --- | ------- | ---- | ------------ |
| 1977  | 53 220  | 0,6 | 0 / 150 | 12e  |              |
| 1981  | 108 364 | 1,2 | 2 / 150 | 9e   | Opposition   |
| 1982  | 124 235 | 1,5 | 2 / 150 | 9e   | Opposition   |
| 1986  | 83 582  | 0,9 | 1 / 150 | 9e   | Opposition   |
| 1989  | 85 231  | 1,0 | 1 / 150 | 8e   | Opposition   |
| 1994  | 158 705 | 1,8 | 2 / 150 | 8e   | Opposition   |
| 1998  | 174 593 | 2,0 | 3 / 150 | 7e   | Opposition   |

### Parlement européen
| Année | %    | Voix    | Mandats | Rang | Groupe  |
| ----- | ---- | ------- | ------- | ---- | ------- |
| 1984  | 5,21 | 275 786 | 0 / 25  | 5e   |         |
| 1989  | 5,91 | 309 060 | 0 / 25  | 6e   |         |
| 1994  | 7,81 | 322 793 | 1 / 38  | 5e   | EN/I-EN |
| 1999  | 8,74 | 309 612 | 1 / 31  | 5e   | EDD     |